# Estanzuela 2.ª Sección
Estanzuela 2.ª Sección es una localidad del municipio de Centro ubicado en la subregión centro del estado mexicano de Tabasco.

## Geografía
La localidad de Estanzuela 2.ª Sección se sitúa en las coordenadas geográficas 17°52′43″N 92°52′05″O / 17.878611, -92.868056, a una elevación de 4 metros sobre el nivel del mar.

## Demografía
Según el Censo de Población y Vivienda 2020, efectuado por el Instituto Nacional de Estadística y Geografía, la localidad de Estanzuela 2.ª Sección tiene 147 habitantes, de los cuales 75 son del sexo masculino y 72 del sexo femenino. Su tasa de fecundidad es de 1.71 hijos por mujer y tiene 40 viviendas particulares habitadas.
| Gráfica de evolución demográfica de Estanzuela 2.ª Sección entre 1970 y 2020 |
|                                                                              |
| INEGI.                                                                       |